# Anastasios Bakasetas
Anastasios Bakasetas (Corinto, 28 de junio de 1993) es un futbolista griego que juega de delantero en el Panathinaikos F. C. de la Superliga de Grecia. Es internacional con la selección de fútbol de Grecia.

## Carrera

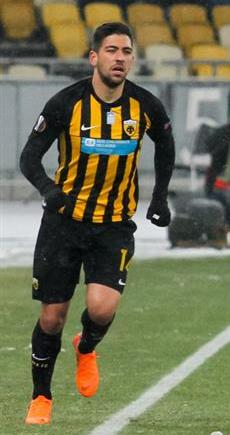
Anastasios Bakasetas

Bakasetas comenzó su carrera futbolística en las categorías inferiores del Asteras Tripolis. Debutó el 28 de noviembre de 2010 con el primer equipo, en un partido frente al Xanthi. Durante la temporada 2010-11 jugó únicamente 5 partidos con el club griego. De hecho, en enero de 2011 se marchó cedido al Thrasyvoulos Fylis en el que jugó 10 partidos y marcó 1 gol. En la siguiente temporada, la 2011-12 y el comienzo de la 2012-13 jugó algo más en el Asteras Tripolis, sin embargo, en diciembre de 2013 se marchó cedido al Aris Salónica, club que luchaba por evitar el descenso. Debutó en un partido frente al Levadiakos en el que marcó además dos goles.

### Panionios
El 28 de enero de 2015 firmó un contrato de dos años con el Panionios de Atenas y comenzó marcando goles en partidos complicados contra el Iraklis y contra el Panathinaikos. El 17 de octubre de 2015 marcó un doblete ante el Kalloni FC para conseguir la victoria para su club. El 12 de marzo de 2016 logró un triplete ante el  Xanthi. Estas actuaciones le valieron para llamar la atención de los mejores clubes de Grecia como el Olympiakos o el AEK Atenas.

### AEK Atenas
El 28 de junio de 2016 fichó por el AEK Atenas con el que marcó su primer gol el 17 de septiembre de 2016 ante el Veria. Durante la temporada anotó 3 goles en el club griego, en el que jugó 21 partidos.

## Selección nacional
Bakasetas fue internacional sub-19 y sub-21 con la selección de fútbol de Grecia e hizo su debut con la selección absoluta el 4 de junio de 2016 en un amistoso frente a la selección de fútbol de Australia.

## Estadísticas

### Clubes
| Club                         | Div.          | Temporada     | Liga  | Liga  | Liga   | Copas nacionales | Copas nacionales | Copas nacionales | Copas internacionales | Copas internacionales | Copas internacionales | Total | Total | Total  | Media goleadora |
| Club                         | Div.          | Temporada     | Part. | Goles | Asist. | Part.            | Goles            | Asist.           | Part.                 | Goles                 | Asist.                | Part. | Goles | Asist. | Media goleadora |
| ---------------------------- | ------------- | ------------- | ----- | ----- | ------ | ---------------- | ---------------- | ---------------- | --------------------- | --------------------- | --------------------- | ----- | ----- | ------ | --------------- |
| Asteras Tripolis · Grecia    | 1.ª           | 2009-10       | 1     | 0     | 0      | —                | —                | —                | —                     | —                     | —                     | 1     | 0     | 0      | 0               |
| Asteras Tripolis · Grecia    | 1.ª           | 2010-11       | 5     | 0     | 0      | 2                | 0                | 0                | —                     | —                     | —                     | 7     | 0     | 0      | 0               |
| Thrasyvoulos Fylis · Grecia  | 3.ª           | 2010-11       | 10    | 1     | 0      | —                | —                | —                | —                     | —                     | —                     | 10    | 1     | 0      | 0.1             |
| Thrasyvoulos Fylis · Grecia  | Total club    | Total club    | 10    | 1     | 0      | 0                | 0                | 0                | 0                     | 0                     | 0                     | 10    | 1     | 0      | 0.1             |
| Asteras Tripolis · Grecia    | 1.ª           | 2011-12       | 9     | 1     | 0      | 1                | 0                | 0                | —                     | —                     | —                     | 10    | 1     | 0      | 0.08            |
| Asteras Tripolis · Grecia    | 1.ª           | 2012-13       | 10    | 2     | 0      | 1                | 0                | 0                | 4                     | 0                     | 1                     | 15    | 2     | 1      | 0.13            |
| Asteras Tripolis · Grecia    | 1.ª           | 2013-14       | 9     | 0     | 1      | 2                | 0                | 0                | 1                     | 0                     | 0                     | 12    | 0     | 1      | 0               |
| Aris Salónica F. C. · Grecia | 1.ª           | 2013-14       | 10    | 3     | 0      | —                | —                | —                | —                     | —                     | —                     | 10    | 3     | 0      | 0.3             |
| Aris Salónica F. C. · Grecia | Total club    | Total club    | 10    | 3     | 0      | 0                | 0                | 0                | 0                     | 0                     | 0                     | 10    | 3     | 0      | 0.3             |
| Asteras Tripolis · Grecia    | 1.ª           | 2014-15       | 8     | 1     | 0      | 2                | 0                | 0                | 6                     | 1                     | 1                     | 16    | 2     | 1      | 0.13            |
| Asteras Tripolis · Grecia    | Total club    | Total club    | 42    | 4     | 1      | 8                | 0                | 0                | 11                    | 1                     | 2                     | 61    | 5     | 3      | 0.08            |
| Panionios de Atenas · Grecia | 1.ª           | 2014-15       | 13    | 1     | 3      | 1                | 0                | 0                | —                     | —                     | —                     | 14    | 1     | 3      | 0.07            |
| Panionios de Atenas · Grecia | 1.ª           | 2015-16       | 30    | 11    | 6      | 6                | 1                | 1                | —                     | —                     | —                     | 36    | 12    | 7      | 0.33            |
| Panionios de Atenas · Grecia | Total club    | Total club    | 43    | 12    | 9      | 7                | 1                | 1                | 0                     | 0                     | 0                     | 50    | 13    | 10     | 0.26            |
| AEK Atenas F. C. · Grecia    | 1.ª           | 2016-17       | 23    | 4     | 0      | 5                | 2                | 0                | 2                     | 0                     | 0                     | 30    | 6     | 0      | 0.2             |
| AEK Atenas F. C. · Grecia    | 1.ª           | 2017-18       | 27    | 6     | 4      | 9                | 2                | 3                | 8                     | 0                     | 0                     | 44    | 8     | 7      | 0.18            |
| AEK Atenas F. C. · Grecia    | 1.ª           | 2018-19       | 22    | 4     | 2      | 3                | 1                | 0                | 5                     | 1                     | 0                     | 30    | 6     | 2      | 0.2             |
| AEK Atenas F. C. · Grecia    | Total club    | Total club    | 72    | 14    | 6      | 17               | 5                | 3                | 15                    | 1                     | 0                     | 104   | 20    | 9      | 0.19            |
| Alanyaspor Turquía           | 1.ª           | 2019-20       | 34    | 10    | 4      | 9                | 4                | 3                | —                     | —                     | —                     | 43    | 14    | 7      | 0.33            |
| Alanyaspor Turquía           | 1.ª           | 2020-21       | 19    | 7     | 2      | 2                | 0                | 2                | 1                     | 0                     | 0                     | 22    | 7     | 4      | 0.32            |
| Alanyaspor Turquía           | Total club    | Total club    | 53    | 17    | 6      | 11               | 4                | 5                | 1                     | 0                     | 0                     | 65    | 21    | 11     | 0.32            |
| Trabzonspor Turquía          | 1.ª           | 2020-21       | 19    | 6     | 2      | —                | —                | —                | —                     | —                     | —                     | 19    | 6     | 2      | 0.32            |
| Trabzonspor Turquía          | 1.ª           | 2021-22       | 34    | 8     | 4      | 5                | 1                | 1                | 4                     | 0                     | 3                     | 43    | 9     | 8      | 0.21            |
| Trabzonspor Turquía          | 1.ª           | 2022-23       | 27    | 8     | 5      | 4                | 1                | 2                | 10                    | 4                     | 3                     | 41    | 13    | 10     | 0.32            |
| Trabzonspor Turquía          | 1.ª           | 2023-24       | 18    | 4     | 2      | 1                | 1                | 0                | —                     | —                     | —                     | 19    | 5     | 2      | 0.26            |
| Trabzonspor Turquía          | Total club    | Total club    | 98    | 26    | 13     | 10               | 3                | 3                | 14                    | 4                     | 6                     | 122   | 33    | 22     | 0.27            |
| Panathinaikos · Grecia       | 1.ª           | 2023-24       | 15    | 7     | 2      | 5                | 0                | 0                | —                     | —                     | —                     | 20    | 7     | 2      | 0.35            |
| Panathinaikos · Grecia       | 1.ª           | 2024-25       | 22    | 1     | 2      | 4                | 1                | 1                | 13                    | 2                     | 0                     | 39    | 4     | 3      | 0.1             |
| Panathinaikos · Grecia       | 1.ª           | 2025-26       | 0     | 0     | 0      | 0                | 0                | 0                | 2                     | 0                     | 1                     | 2     | 0     | 1      | 0               |
| Panathinaikos · Grecia       | Total club    | Total club    | 37    | 8     | 4      | 9                | 1                | 1                | 15                    | 2                     | 1                     | 61    | 11    | 6      | 0.18            |
| Total carrera                | Total carrera | Total carrera | 365   | 85    | 39     | 62               | 14               | 13               | 56                    | 8                     | 9                     | 483   | 107   | 61     | 0.22            |
| 1. 2. 3.                     |               |               |       |       |        |                  |                  |                  |                       |                       |                       |       |       |        |                 |

### Selecciones
| Selección         | Año               | Amistosos | Amistosos | Amistosos | Europa | Europa | Europa | Mundial | Mundial | Mundial | Total | Total | Total  | Media goleadora |
| Selección         | Año               | Part.     | Goles     | Asist.    | Part.  | Goles  | Asist. | Part.   | Goles   | Asist.  | Part. | Goles | Asist. | Media goleadora |
| ----------------- | ----------------- | --------- | --------- | --------- | ------ | ------ | ------ | ------- | ------- | ------- | ----- | ----- | ------ | --------------- |
| Sub-19 · Grecia   | 2011              | 4         | 0         | 0         | 6      | 3      | 0      | —       | —       | —       | 10    | 3     | 0      | 0.3             |
| Sub-19 · Grecia   | 2012              | 1         | 1         | 0         | 8      | 0      | 2      | —       | —       | —       | 9     | 1     | 2      | 0.11            |
| Sub-19 · Grecia   | Total             | 5         | 1         | 0         | 14     | 3      | 2      | 0       | 0       | 0       | 19    | 4     | 2      | 0.21            |
| Sub-20 · Grecia   | 2013              | 2         | 0         | 0         | —      | —      | —      | 2       | 0       | 0       | 4     | 0     | 0      | 0               |
| Sub-20 · Grecia   | Total             | 2         | 0         | 0         | 0      | 0      | 0      | 2       | 0       | 0       | 4     | 0     | 0      | 0               |
| Sub-21 · Grecia   | 2012              | —         | —         | —         | 1      | 0      | 0      | —       | —       | —       | 1     | 0     | 0      | 0               |
| Sub-21 · Grecia   | 2013              | —         | —         | —         | 1      | 0      | 0      | —       | —       | —       | 1     | 0     | 0      | 0               |
| Sub-21 · Grecia   | 2014              | —         | —         | —         | 2      | 0      | 0      | —       | —       | —       | 2     | 0     | 0      | 0               |
| Sub-21 · Grecia   | Total             | 0         | 0         | 0         | 4      | 0      | 0      | 0       | 0       | 0       | 4     | 0     | 0      | 0               |
| Grecia · Grecia   | 2016              | 3         | 0         | 0         | 3      | 0      | 0      | —       | —       | —       | 6     | 0     | 0      | 0               |
| Grecia · Grecia   | 2017              | —         | —         | —         | 5      | 0      | 0      | —       | —       | —       | 5     | 0     | 0      | 0               |
| Grecia · Grecia   | 2018              | 3         | 0         | 0         | 5      | 0      | 0      | —       | —       | —       | 8     | 0     | 0      | 0               |
| Grecia · Grecia   | 2019              | —         | —         | —         | 6      | 0      | 1      | —       | —       | —       | 6     | 0     | 1      | 0               |
| Grecia · Grecia   | 2020              | 2         | 0         | 0         | 6      | 2      | 2      | —       | —       | —       | 8     | 2     | 2      | 0.25            |
| Grecia · Grecia   | 2021              | 4         | 0         | 1         | 6      | 3      | 1      | —       | —       | —       | 10    | 3     | 2      | 0.30            |
| Grecia · Grecia   | 2022              | 4         | 2         | 0         | 6      | 3      | 2      | —       | —       | —       | 10    | 5     | 2      | 0.50            |
| Grecia · Grecia   | 2023              | 2         | 0         | 0         | 8      | 3      | 2      | —       | —       | —       | 10    | 3     | 2      | 0.30            |
| Grecia · Grecia   | 2024              | 2         | 1         | 0         | 8      | 3      | 3      | —       | —       | —       | 10    | 4     | 3      | 0.40            |
| Grecia · Grecia   | 2025              | 2         | 0         | 1         | 0      | 0      | 0      | —       | —       | —       | 2     | 0     | 1      | 0               |
| Grecia · Grecia   | Total             | 22        | 3         | 2         | 53     | 14     | 11     | 0       | 0       | 0       | 75    | 17    | 13     | 0.23            |
| Total selecciones | Total selecciones | 29        | 4         | 2         | 71     | 17     | 13     | 2       | 0       | 0       | 102   | 21    | 15     | 0.21            |
| 1. 2.             |                   |           |           |           |        |        |        |         |         |         |       |       |        |                 |

## Palmarés

### Campeonatos nacionales
| Título               | Club             | País    | Año  |
| -------------------- | ---------------- | ------- | ---- |
| Superliga de Grecia  | AEK Atenas F. C. | Grecia  | 2018 |
| Superliga de Turquía | Trabzonspor      | Turquía | 2022 |
| Supercopa de Turquía | Trabzonspor      | Turquía | 2022 |
| Copa de Grecia       | Panathinaikos    | Grecia  | 2024 |